# Erling Jarl (Schiff, 1949)
Das Motorschiff Erling Jarl war ein Postschiff, das von der Reederei NFDS auf der Hurtigruten entlang der Westküste Norwegens eingesetzt war.

## Geschichte
Die Erling Jarl  wurde im Jahr 1949 unter der Baunummer 229 von der italienischen Werft Cantieri Naval Riuniti in Ancona gebaut und im selben Jahr an die Reederei übergeben. Sie war der erste Neubau eines Hurtigruten-Schiffs nach dem Zweiten Weltkrieg. Die Jungfernfahrt fand am 5. September 1949 statt und seitdem war das Schiff ohne Unterbrechung bis Mitte des Jahres 1980 auf der Hurtigruten eingesetzt.

## Name und Schwesterschiffe
Das Schiff war eines von vier Schwesterschiffen, den so genannten „Italiaskipene“ – also den „Italienschiffen“ – Midnatsol, Vesterålen und Sanct Svithun.
Es war das zweite Hurtigruten-Schiff dieses Namens. Die erste Erling Jarl war 1895 in Dienst gestellt worden.

## Zwischenfälle

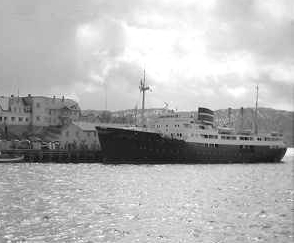

Am 8. Januar 1958 brach, während das Schiff in Bodø am Kai lag, im Kabinentrakt ein Feuer aus. Trotz sofort eingeleiteter Rettungs- und Löschmaßnahmen kamen bei diesem Unglück 14 Menschen ums Leben. Nach diesem Brand wurden die Brandschutzvorschriften auf allen Hurtigrutenschiffen verschärft. Am Kai von Bodø erinnert ein Denkmal an die Opfer.
Am 17. August 1972 lief das Schiff im Raftsund auf Grund; Menschen kamen nicht zu Schaden.
Am 13. März 1980 lief es erneut auf Grund, diesmal bei Solund. Es wurde anschließend in eine Werft nach Bergen geschleppt. Dort wurden im Trockendock erhebliche Schäden an Propeller und Achterschiff festgestellt, so dass eine Reparatur des über dreißig Jahre alten Schiffes als unwirtschaftlich angesehen wurde. Es wurde an einen neuen Eigner verkauft, der es unter dem Namen Balder Earl vier Jahre lang fest vertäut als Hotelschiff in Trondheim betrieb. Im Januar 1985 wurde es schließlich nach Belgien verkauft und dort verschrottet.

## Kurioses
Aus Mangel an Devisen wurde vereinbart, dass der Kaufpreis der damals bestellten vier Schwesterschiffe in Klippfisk, dem in Italien sehr geschätzten Stockfisch, bezahlt werden konnte. So erhielten diese vier Schwesterschiffe auch den Spitznamen „Klippfiskskipene“, also Stockfisch-Schiffe.